# Jana Brhlíková
Jana Brhlíková, rozená Haľková, (* 1964) je bývalá československá a slovenská sportovní plavkyně.

## Sportovní kariéra
K plavání se dostala přes rehabilitační cvičení nařízené doktorem Smolkou. – v 9 letech jí byla diagnostikovaná lehká skolióza, která se pravidelným plavání napravila. To již plavala závodně za domovský prešovský klub TJ Lokomotiva pod vedením Jozefa Baláže. V začátcích plavala všechny plavecké styly. Nejradši plavala kraul, ale největších úspěchů dosahovala v prsou. Když v červnu 1980 překonala poprvé slovenský rekord na 200 m prsa časem 2:47,48, tak novinářům přiznala, že prsa tvoří necelých 15% jejího objemového tréninku.
Mezi československou plaveckou špičku se dostávala pomalu. Studovala gymnázium v Prešově na ulici Tarase Ševčenka a trénovala v 30 let starém 25 metrovém bazénu bez zařazení do střediska vrcholového sportu (SVS). Teprve po maturitě v roce 1983 se rozhodla opustit rodný Prešov. Přijali ji na VŠE v Praze. Do pražského střediska vrcholového sportu ministerstva školství ji přivedla začínající trenérka Irena Svobodová (Fleissnerová) v olympijském roce 1984.
Zimní sezonu 1984 vynechala. Nezvládala skloubit studium vysoké školy a vrcholové sportovní kariéry. Objevila se poprvé až na červnové velké ceně Slovenska, kde na 100 m prsa zaplavala podprůměrný čas 1:21,13. Velká cena Slovenska byl závod, na kterém se měla uzavírat nominace na červencové olympijské hry v Los Angeles. Měsíc předtím 14. května však vyšlo v tisku oficiální prohlášení o neúčasti Československa na olympijských hrách ze známých politických důvodů. V roce 2014 jí komise ČKFP vybrala jako kandidátku reprezentace pro olympijské hry, přesto že o ní nebylo do velké ceny Slovenska prakticky slyšet. 
Počátkem července 1984 zaplavala na mistrovství ČSR kvalitní čas 2:45,54 a tisk její výsledek komentoval slovy "probuzení Haľkové". Formu vyladila k letnímu mistrovství republiky, kde získala tituly v osobních rekordech na 100 m prsa (1:16,06) a 200 m prsa (2:40,19). Tyto výsledky jí zajistily účast na srpnovém závodě Družba 84 v Moskvě, který byl pro sportovce z východního bloku kompenzací za ztracené olympijské hry. Na družbě obsadila na 100 m prsa 10. místo časem 1:18,05 a na 200 m prsa první 9. místo časem 2:41,89. Po skončení letní sezóny se již na větších závodech neobjevila.
V závodnímu plavání se vrátila později v devadesátých letech dvacátého století jako veteránka. Žije s rodinou v Prešově – s manželem Dušanem ma tři děti, dceru Barboru (*1986), Janu (*1987) a syna Martina (*1993). Vystudovala prešovskou pedagogickou fakultu UPJŠ. Pracuje jako učitelka na prvním stupni základní školy.